# USS Timmerman (DD-828)
USS Timmerman (DD-828) – amerykański niszczyciel, miał być okrętem typu Gearing.
Prace nad nim zostały wstrzymane 7 stycznia 1946 w momencie, gdy jednostka była ukończona w 45,5%. Został później ukończony jako eksperymentalny niszczyciel EDD-828. „Timmerman” został przeprojektowany, by w maszynownię o rozmiarach typowej dla niszczycieli typu Gearing o mocy 60 000 SHP zmieścić taką o mocy 100 000 SHP. Okręt miał także aluminiowe nadbudówki.
Niszczyciel został skreślony z listy okrętów floty 4 kwietnia 1958 i sprzedany na złom 21 kwietnia 1959.